# Fußball-Bundesliga/Rekorde/Kickers Offenbach
Der Artikel Fußball-Bundesliga/Rekorde/Kickers Offenbach listet die vereinsspezifischen Rekorde von Kickers Offenbach auf, die mit Bezug auf die Zugehörigkeit zur deutschen Fußball-Bundesliga gehalten werden.
Der Verein ist aktuell kein Bundesligist (Stand: Saison 2025/26).

Siehe auch: 

## Vorbemerkung
Es besteht eine Unterteilung zwischen Positiv- und Negativrekorden sowie vereinsinternen Bestmarken. Weitere Rekorde, die dem Verein nicht zuzuordnen sind, werden im Hauptartikel unter „Allgemein“ gelistet. Dort bestehen zudem die Rubriken „Trainerspezifische Rekorde“, „Schiedsrichterspezifische Rekorde“ sowie „Sonstige Rekorde“. Es besteht außerdem die Möglichkeit „In nächster Zeit möglicherweise fallende Bestmarken“ im unteren Bereich der Hauptseite festzuhalten, bzw. die neuen Rekorde an die passenden Stellen einzusortieren. Wenn möglich, wird zu einem Positivrekord auch der Negativrekord als Gegenstück gelistet (und andersrum). Die Liste erhebt keinen Anspruch auf Vollständigkeit.

## Kickers Offenbach
Aktuelle Platzierung in der Ewigen Tabelle der Fußball-Bundesliga: Platz 33 von 58 (Stand: 34. Spieltag 2024/25)

### Positivrekorde
- höchster Sieg gegen einen amtierenden Meister zum Saisonauftakt: 6:0 (gegen den FC Bayern, 1974/75)[2]

### Vereinsintern
- Rekordspieler: Sigfried Held (133 Einsätze)[3]
- Rekordtorhüter: Fred-Werner Bockholt (77 Einsätze)[3]
- Rekordtorschütze: Erwin Kostedde (52 Tore)[4]
- ältester Trainer: Paul Oßwald (70 Jahre und 242 Tage)[5]